# Arthur C. Clarke
Arthur Charles Clarke, mais conhecido como Arthur C. Clarke (Minehead, Somerset, Inglaterra, 16 de dezembro de 1917 — Colombo, Sri Lanka, 19 de março de 2008) foi um escritor e inventor britânico radicado no Sri Lanka, autor de obras de divulgação científica e de ficção científica como o conto The Sentinel, que deu origem ao filme 2001: Uma Odisseia no Espaço e o premiado Encontro com Rama.

## Biografia
Desde pequeno mostrou sua fascinação pela astronomia, a ponto de, utilizando um telescópio caseiro, desenhar um mapa da Lua. Durante a Segunda Guerra Mundial, serviu na Royal Air Force (Força Aérea Real britânica) como especialista em radares, envolvendo-se no desenvolvimento de um sistema de defesa por radar, que foi peça importante do êxito na batalha da Inglaterra. Depois, estudou Física e Matemática no King's College de Londres.
Talvez sua contribuição de maior importância seja o conceito de satélite geoestacionário como futura ferramenta para desenvolver as telecomunicações. Ele propôs essa ideia no artigo científico intitulado "Can Rocket Stations Give Worldwide Radio Coverage?", publicado na revista Wireless World em outubro de 1945. A órbita geoestacionária também é conhecida, desde então, como órbita Clarke.

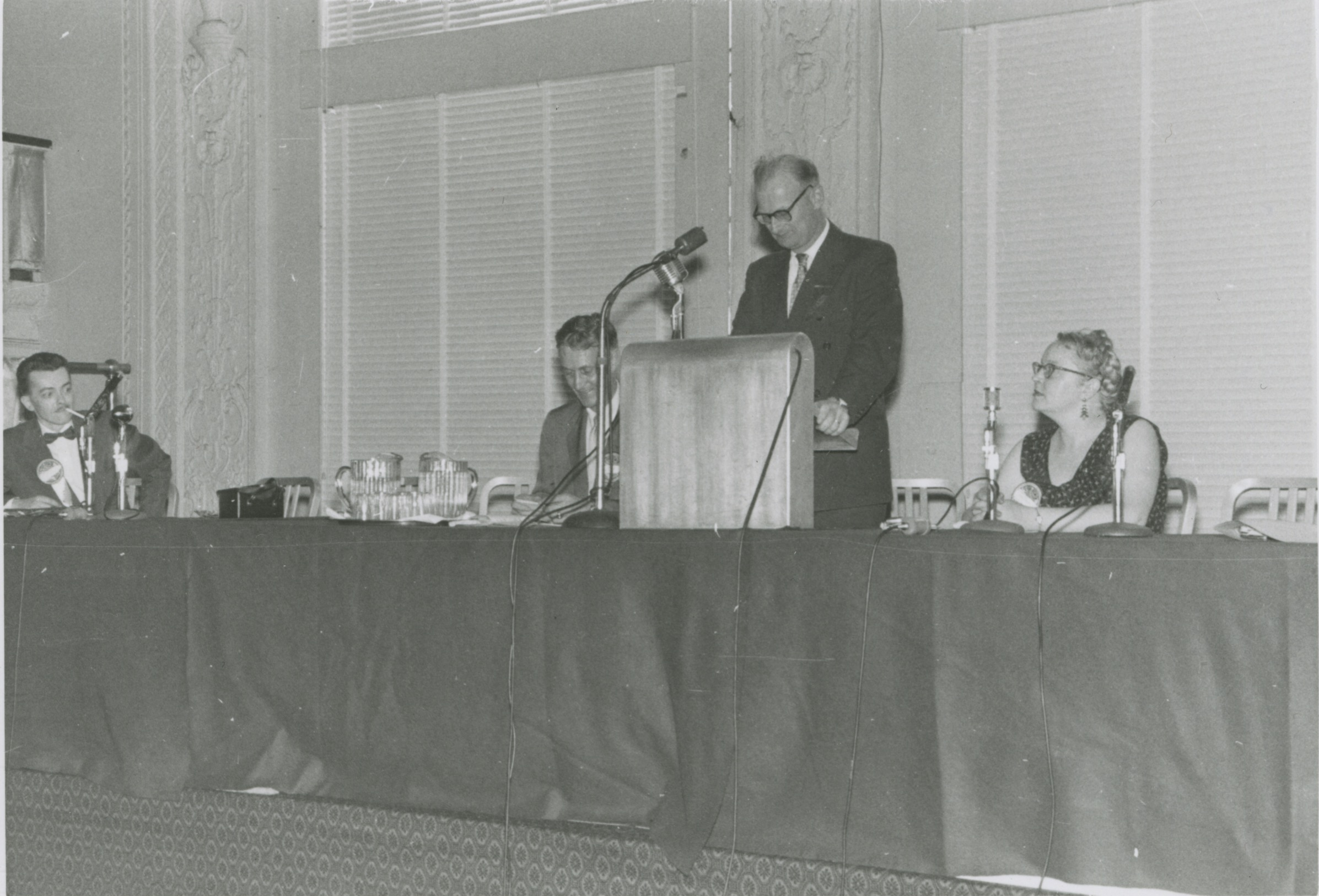
Clarke, em 1º de outubro de 1956, na 14ª World Science Fiction Convention.

Em 1956 mudou sua residência para Colombo, no Sri Lanka (antigo Ceilão), em parte devido a seu interesse pela fotografia e exploração submarina, e lá permaneceu até sua morte em 2008.
Dois de seus romances foram levados ao cinema:  "2001: Odisseia no Espaço", dirigido por Stanley Kubrick (1968) e "2010: O Ano do Contacto" (pt) dirigido por Peter Hyams (1984), sendo o primeiro considerado um ícone importante da ficção científica mundial, aclamado por muitos como um dos melhores filmes já feitos em todos os tempos. Especialistas atribuem-lhe forte influência sobre a maioria dos filmes do gênero que lhe sucederam. Porém, "2001: Uma Odisseia no Espaço" não foi adaptado de um livro, mas usou dois de seus contos, entre eles, A Sentinela e Encounter in the Dawn, como base, seguindo então para a produção de um texto em prosa, da onde foi extraído o roteiro.
Também em reconhecimento a Clarke, o asteroide 4923 Clarke foi designado com seu nome, assim como uma espécie de dinossauro Ceratopsiano, o Serendipaceratops arthurclarkei, descoberto em Inverloch, Austrália.
Em 1998 Arthur Clarke foi descrito pelo tabloide inglês Sunday Mirror como um octogenário fortemente atraído por crianças. Na época, Clarke morava no Sri Lanka, país famoso pela complacência diante da exploração sexual de menores e onde morou até morrer. A denúncia, publicada um dia antes da chegada do príncipe Charles ao país, que foi colônia britânica, jamais ficou provada. Ainda assim, Arthur Clarke, que seria condecorado com o título de cavaleiro do império, solicitou que a homenagem fosse suspensa até o esclarecimento da questão. A acusação foi investigada e posteriormente desfeita. Durante as investigações, a polícia de Colombo solicitou as fitas em que o Mirror baseou sua reportagem, mas elas jamais foram entregues ou exibidas. Segundo o Daily Telegraph o Sunday Mirror publicou um pedido público de desculpas ao escritor em maio de 2000. O direito ao título de cavaleiro da Ordem do Império Britânico foi devidamente restabelecido e concedido.
O compositor francês Jean Michel Jarre realizou, em 2001, um concerto intitulado 2001: A Rendez-Vous In Space em homenagem à obra 2001: Uma Odisseia no Espaço. Clarke inclusive fez uma participação especial em algumas partes do espetáculo.
Apesar da haver se casado, Arthur C. Clarke era homossexual.
|                                                                             |                                                                   |                                                    |
| Revista Urania, de outubro de 1952, trazendo o seu romance Areias de Marte. | Em fevereiro de 1965, nos bastidores de 2001: Odisseia no Espaço. | Vídeo de 1974, onde "profetiza" o PC e a Internet. |